# Metlobo
Metlobo è un villaggio del Botswana situato nel distretto Meridionale, sottodistretto di Barolong. Il villaggio, secondo il censimento del 2011, conta 891 abitanti.

## Località
Nel territorio del villaggio sono presenti le seguenti 16 località:
- Bodumatau di 1 abitante,
- Gamabua di 7 abitanti,
- Kgole,
- Maswaswa,
- Metlobo Lands di 16 abitanti,
- Metsimonate di 2 abitanti,
- Morenane di 24 abitanti,
- Mosepetse di 3 abitanti,
- Mothoke di 19 abitanti,
- Ntsolwane di 20 abitanti,
- Pudusetsa di 24 abitanti,
- Radibuana,
- Swaolophuthi di 51 abitanti,
- Tshelwane di 27 abitanti,
- Tshutlhe di 16 abitanti,
- Tswasi di 2 abitanti